# 札幌伏見稲荷神社
札幌伏見稲荷神社（さっぽろふしみいなりじんじゃ）は、北海道札幌市中央区伏見にある神社。旧社格は郷社。

## 祭神
- 倉稲魂命（うがのみたまのみこと）
- 大山祇命（おおやまつみのみこと）
- 大国主命（おおくにぬしのみこと）
- 事代主命（ことしろぬしのみこと）
- 天鈿女命（あめのうずめのみこと）

## 歴史
1884年（明治17年）、京都府京都市伏見区にある官幣大社稲荷神社（現・伏見稲荷大社）の分霊を、札幌区南1条東1丁目にて祀ったのを始まりとする。
1898年（明治31年）、琴似村十二軒に社殿を造営して公認神社となる。
1903年（明治36年）、大山祇命・大国主命・事代主命を合祀。次いで1909年（明治42年）、天鈿女命を合祀。これら祭神の増加は、農商工の繁栄を祈願してのものと言われる。
1910年（明治43年）、現在地に遷宮された。1919年（大正8年）には村社、1941年（昭和16年）には郷社へと昇格する。
2019年（令和元年）秋ころから、立入禁止区域に侵入したり、参道に横たわって通行を妨げたりする迷惑行為を伴う写真撮影者が増加。なかには実在の写真館の名を騙った事例もあった。このため2020年（令和2年）4月以降は、商用撮影を禁止している。

## 末社
- 藻岩山神社 – 藻岩山中腹。藻岩神社ではない。

## 交通
- JR北海道バス啓明ターミナルから徒歩10分程度
- 札幌市電西線14条停留場から徒歩15分程度
- 札幌市営地下鉄東西線円山公園駅から徒歩30分程度

## ギャラリー

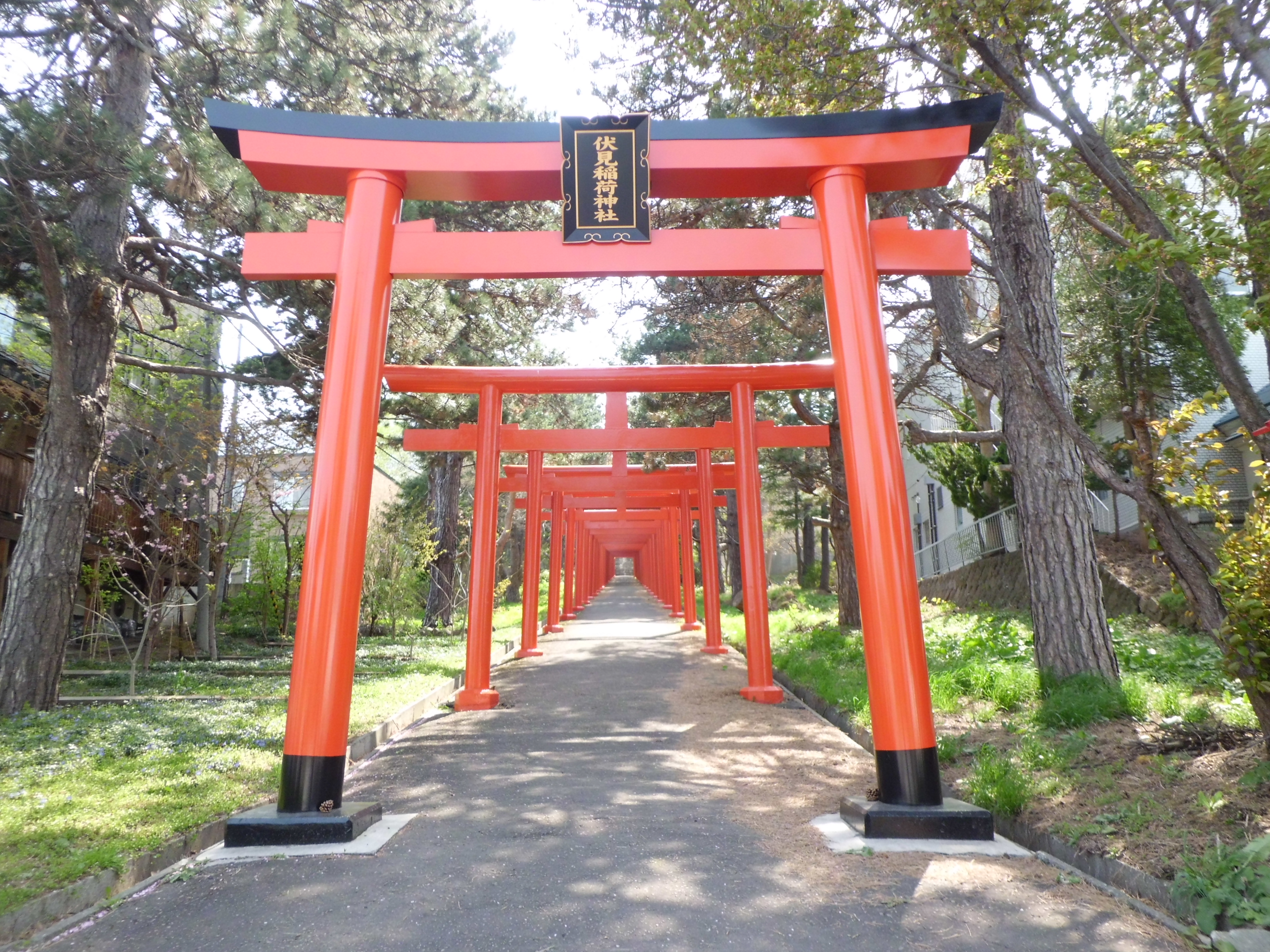
鳥居
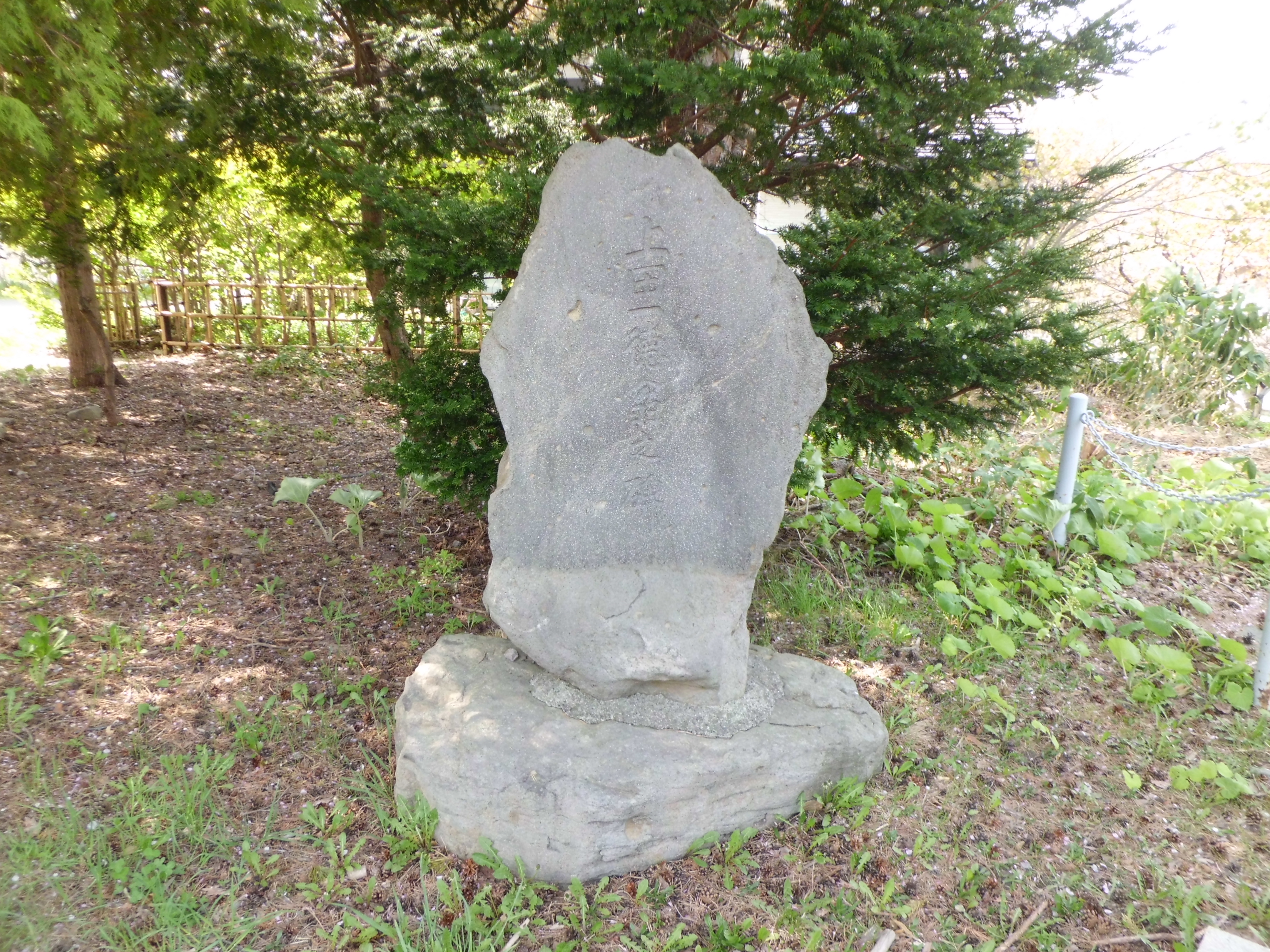
上田一徳翁之碑
阿由葉宗三郎翁之像
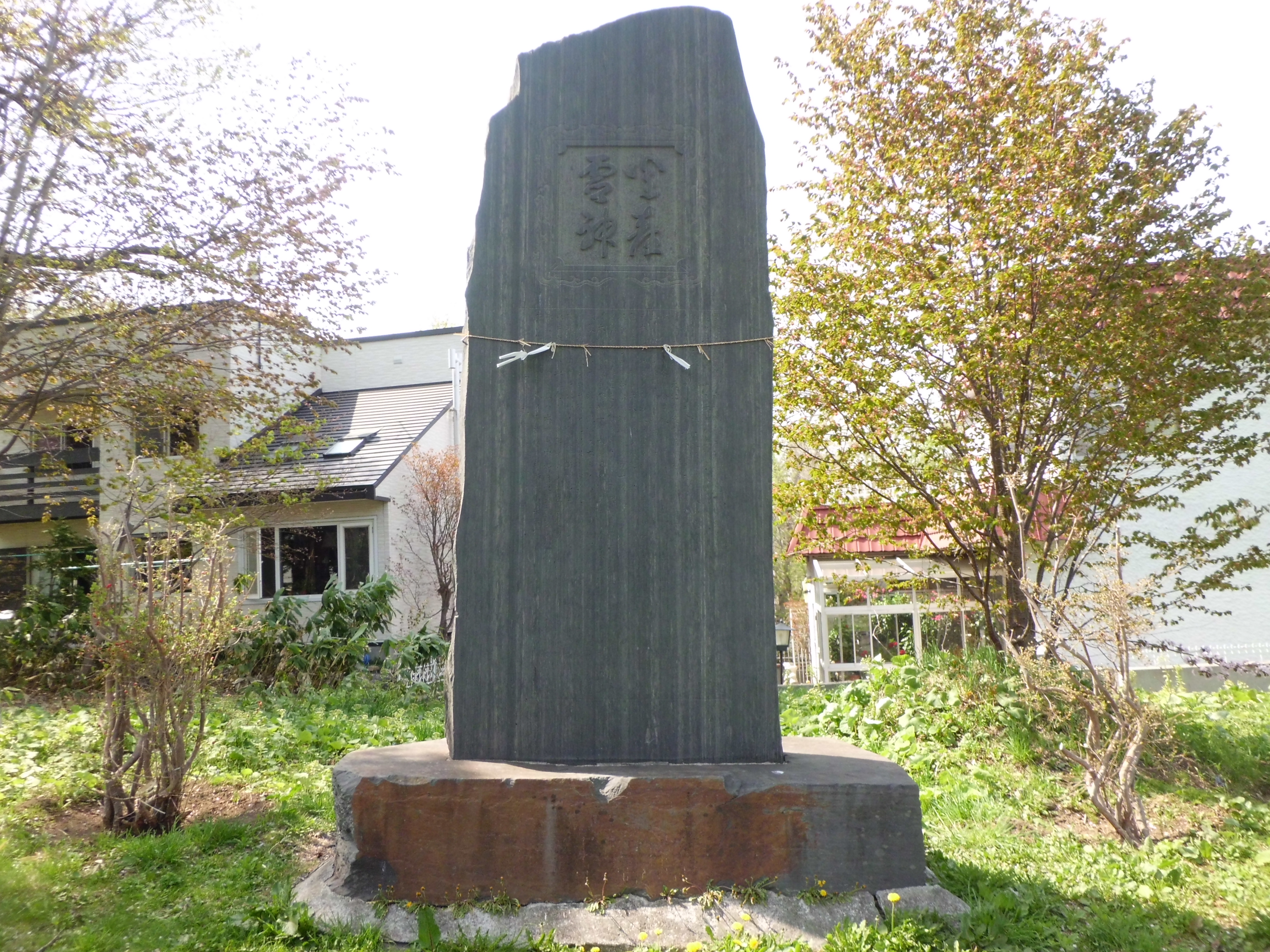
火防碑
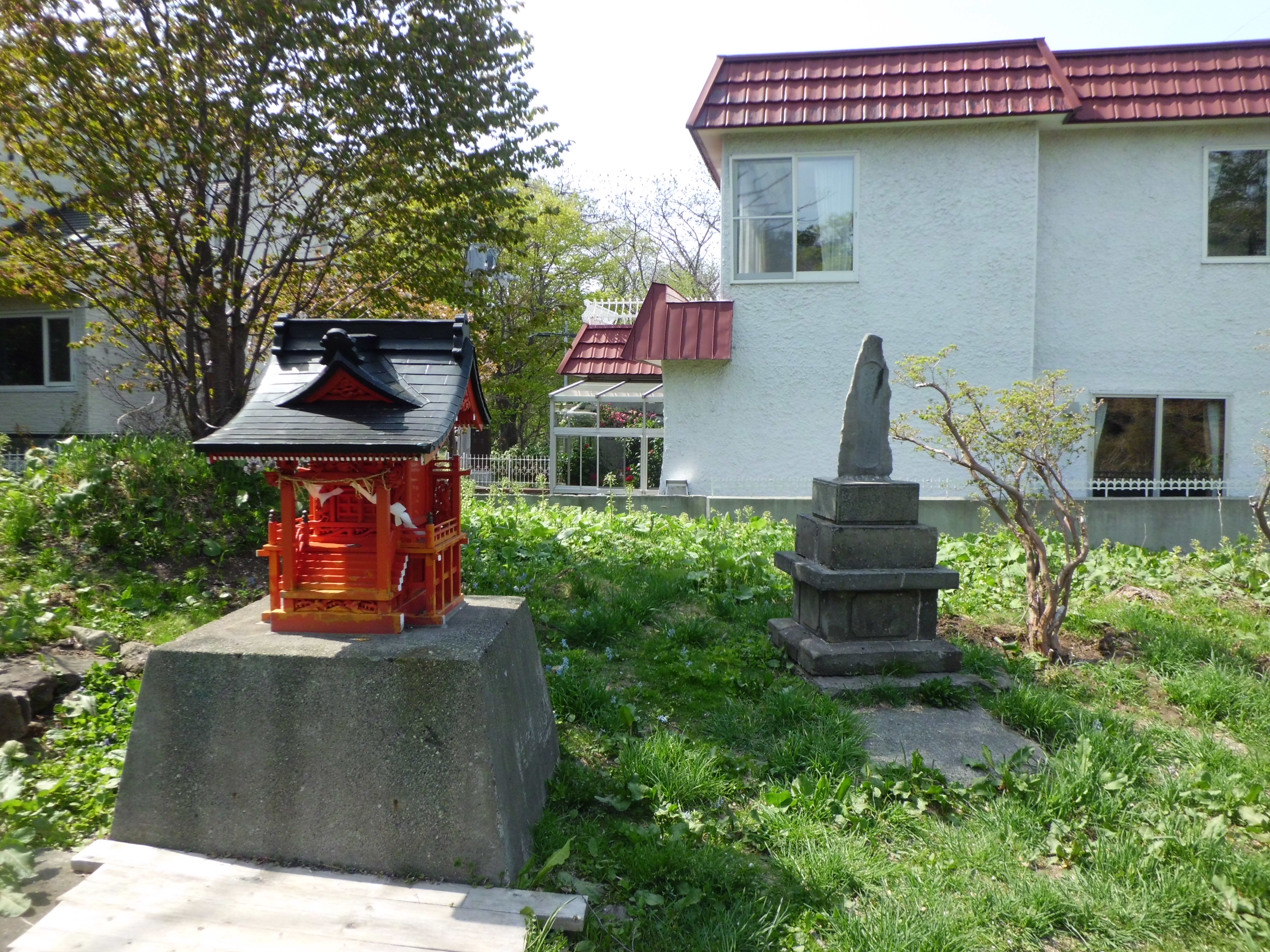
火産霊神（ホムスビ）祠・石狩調役 荒井金助之碑